# Prima Divisione Marche 1942-1943
La Prima Divisione fu il massimo campionato regionale di calcio disputato in Italia nella stagione 1942-1943.
La Prima Divisione fu organizzata e gestita dai Direttori Regionali di Zona.
Per motivi contingenti il D.D.S. non fece disputare le finali per la promozione in Serie C.
Fu il quarto livello della XL edizione del campionato italiano di calcio.
Il campionato giocato nella regione Marche fu organizzato e gestito dal Direttorio IX Zona (Marche).

## Girone A

### Squadre partecipanti
| Squadra                          | Città (provincia) | Stagione 1941-1942 |
| -------------------------------- | ----------------- | ------------------ |
| Pol. Alma Juventus (B = riserve) | Fano (PS)         |                    |
| Aviosportiva Jesi                | Jesi (AN)         |                    |
| S.S. Chiaravallese               | Chiaravalle (AN)  |                    |
| Fabriano                         | Fabriano (AN)     |                    |
| Pol. Urbino                      | Urbino (PS)       |                    |
| S.S. Vis (B = riserve)           | Pesaro            |                    |

### Classifica finale
|  | Pos. | Squadra           | Pt | G  | V | N | P | GF | GS | DR |
|  | ---- | ----------------- | -- | -- | - | - | - | -- | -- | -- |
|  | 1.   | Urbino            | 14 | 10 |   |   |   |    |    |    |
|  | 2.   | Aviosportiva Jesi | 12 | 10 |   |   |   |    |    |    |
|  | 3.   | Fano (B)          | 10 | 10 |   |   |   |    |    |    |
|  | 4.   | Fabriano          | 9  | 10 |   |   |   |    |    |    |
|  | 5.   | Vis Pesaro (B)    | 8  | 10 |   |   |   |    |    |    |
|  | 6.   | Chiaravallese     | 7  | 10 |   |   |   |    |    |    |

Legenda:

      Ammesso alle finali regionali.
Note:

Due punti a vittoria, uno a pareggio, zero a sconfitta.
Pari merito in caso di pari punti.

## Girone B

### Squadre partecipanti
| Squadra                     | Città (provincia)             | Stagione 1941-1942 |
| --------------------------- | ----------------------------- | ------------------ |
| A.S. Ascoli (B = riserve)   | Ascoli Piceno                 |                    |
| A.S. Cluana (B = riserve)   | Civitanova Marche (MC)        |                    |
| S.S. Dop. Riuniti           | Porto Recanati (MC)           |                    |
| A.C. Macerata (B = riserve) | Macerata                      |                    |
| S.S. Osimana                | Osimo (AN)                    |                    |
| U.S. Sambenedettese         | San Benedetto del Tronto (AP) |                    |

### Classifica finale
|  | Pos. | Squadra           | Pt | G  | V | N | P | GF | GS | DR |
|  | ---- | ----------------- | -- | -- | - | - | - | -- | -- | -- |
|  | 1.   | Ascoli (B)        | 15 | 10 |   |   |   |    |    |    |
|  | 2.   | Portorecanati     | 15 | 10 |   |   |   |    |    |    |
|  | 3.   | Sambenedettese    | 8  | 9  |   |   |   |    |    |    |
|  | 4.   | Osimana (-1)      | 6  | 10 |   |   |   |    |    |    |
|  | 5.   | Cluana (B) (-1)   | 5  | 9  |   |   |   |    |    |    |
|  | 6.   | Macerata (B) (-3) | 4  | 10 |   |   |   |    |    |    |

Legenda:

      Ammesso alle finali regionali.
Note:

Due punti a vittoria, uno a pareggio, zero a sconfitta.
Pari merito in caso di pari punti.

## Finali per il titolo regionale

### Classifica finale
|  | Pos. | Squadra           | Pt       | G | V | N | P | GF | GS | DR |
|  | ---- | ----------------- | -------- | - | - | - | - | -- | -- | -- |
|  | 1.   | Portorecanati     | 7        | 4 | 3 | 1 | 0 | 6  | 1  | +5 |
|  | 2.   | Aviosportiva Jesi | 5        | 4 | 2 | 1 | 1 | 4  | 2  | +2 |
|  | 3.   | Ascoli (B)        | 0        | 4 | 0 | 0 | 4 | 0  | 7  | -7 |
|  | --   | Urbino            | ritirata |   |   |   |   |    |    |    |

Legenda:

      Campione marchigiano di Prima Divisione 1942-1943.
Note:

Due punti a vittoria, uno a pareggio, zero a sconfitta.
Pari merito in caso di pari punti.

### Calendario
|                   | Risultati   |                   | Data           |
| ----------------- | ----------- | ----------------- | -------------- |
| Aviosportiva Jesi | 0-1         | Portorecanati     | 14 marzo 1943  |
| Urbino            | (non disp.) | Ascoli B          | 14 marzo 1943  |
| Ascoli B          | 0-1         | Aviosportiva Jesi | 21 marzo 1943  |
| Portorecanati     | 2-0         | Ascoli B          | 28 marzo 1943  |
|                   |             |                   |                |
| Portorecanati     | 1-1         | Aviosportiva Jesi | 4 aprile 1943  |
| Aviosportiva Jesi | 2-0         | Ascoli B          | 11 aprile 1943 |
| Ascoli B          | 0-2         | Portorecanati     | 18 aprile 1943 |
|                   |             |                   |                |

## Verdetti finali
- Il Portorecanati è campione marchigiano di Prima Divisione 1942-1943 ed è promosso in Serie C.[5]